# Directeur commercial
Le directeur commercial d'une entreprise fait partie de l'encadrement supérieur d'un établissement à caractère économique. Il a pour fonction principale la mise en place d'une politique de vente ou de liquidation des stocks tels que les produits finis, les services.

## Les activités du directeur commercial
Parmi ses fonctions, le directeur commercial est amené à :
- établir un portefeuille de clients pour les produits à vendre
- créer un réseau de distribution pour les biens ou les services à mettre sur le marché, soit sous forme d'un réseau de points de vente directement rattaché à la direction de son entreprise, soit en contactant des revendeurs pour ces produits
- superviser des commerciaux qui prendront contact avec les points de vente ou directement avec les consommateurs.
- traiter les contentieux avec les mauvais payeurs : chèques impayés, traites non honorées à échéance, etc.

## Une fonction au service de l'entreprise
La tâche du directeur commercial est directement liée à la politique mercatique établie par l'entreprise. Ainsi, sa mission dépend directement du marketing opérationnel (pour adapter les produits aux profils des consommateurs et pour mener une politique de vente et d'écoulement à court terme) et du marketing stratégique (créer un produit pour une utilisation et créer le besoin chez le consommateur).

## Salaire
Le salaire moyen du directeur commercial en France est de 80 000 euros bruts annuels, dont 18 000 € de variable. En début de carrière, leur salaire moyen est de 57 000 € et monte jusqu'à 89 000 € par an pour les directeurs commerciaux les plus expérimentés. 